# Aldona Baranauskienė
Aldona Baranauskienė (* 13. Januar 1948 in der Belarussischen SSR) ist eine litauische Politikerin polnischer Herkunft, ehemalige Ministerin.

## Leben
Nach dem Abitur absolvierte sie 1973 das Diplomstudium des Bauingenieurwesens am VISI. Vom Februar 1996 bis Dezember 1996 war sie Ministerin für Bau und Urbanistik im Kabinett Stankevičius (7. litauische Regierung). Von  1971 bis 1974 war sie Mitglied im Rat Trakai und von  2002 bis 2007 im Stadtrat Vilnius. Sie arbeitete als stellvertretende Direktorin
bei der Zentralagentur für Projektmanagement (VšĮ Centrinė projektų valdymo agentūra).
Aldona Baranauskienė war Mitglied der KPdSU, Liberalų ir centro sąjunga und Naujoji Sąjunga.
Sie ist verheiratet. Mit ihrem Ehemann Vigimantas Baranauskas hat sie zwei Töchter und einen Sohn.
Aldona Baranauskienė spricht litauisch, russisch, englisch, polnisch und deutsch.